# Saint-Aubin-les-Forges
Saint-Aubin-les-Forges é uma comuna francesa na região administrativa de Borgonha-Franco-Condado, no departamento Nièvre. Estende-se por uma área de 26,29 km². Em 2010 a comuna tinha 406 habitantes (densidade: 15,4 hab./km²).